# Édouard Bader
Édouard Ferdinand Bader (26 de julho de 1899 — 21 de abril de 1983) foi um jogador de rugby union francês, medalhista olímpico.

## Carreira
Durante sua carreira esportiva, esteve associado aos clubes SS Primevères, Stade Français, CASG Paris e AS Bourse. Ele integrou a equipe da Seleção da França que conquistou a medalha de prata nos Jogos Olímpicos de Verão de 1920 em Antuérpia. Na partida disputada no Estádio Olímpico em 5 de setembro de 1920, os franceses perderam para a seleção dos Estados Unidos por 0–8. Como esta foi a única partida disputada nesta competição, significou que conquistaram a medalha de prata.
Bader foi prefeito de sua cidade natal, Ferrières-en-Brie, nos anos 1953-1959.